# Perla de Montserrat
'Perla de Montserrat' est un cultivar de rosiers miniatures obtenu en Espagne en 1945 par le rosiériste Pedro Dot ; c'est dans sa catégorie l'un des rosiers les plus connus.

## Description
'Perla de Montserrat' est une rose moderne du groupe miniature, issue du croisement 'Cécile Brünner' (polyantha, Pernet-Ducher 1881) x 'Rouletii'. 
Le petit buisson très épineux au port érigé s'élève de 15 cm à 30 cm avec un feuillage vert clair et brillant. Ses délicates fleurs de différents tons de rose sont semi-doubles (9-16 pétales) et fleurissent en bouquets pendant toute la saison. Cette variété est appréciée des jardiniers en ce qu'elle est résistante aux maladies et supporte l'ombre. Sa zone de rusticité est de 6b à 9b. Elle peut être cultivée en pot.